# Barzizza (Gandino)
Barzizza [baɾˈʣiʣːa] (Bargigia [baɾˈʤiʤa] in dialetto bergamasco) è una frazione del comune di Gandino, al quale si è aggregata nel 1927. 
Situata nella Val Gandino, laterale della media val Seriana, si colloca a monte dell'abitato di Gandino, lungo la strada che sale al monte Farno. Conta circa 1.200 abitanti.

## Storia

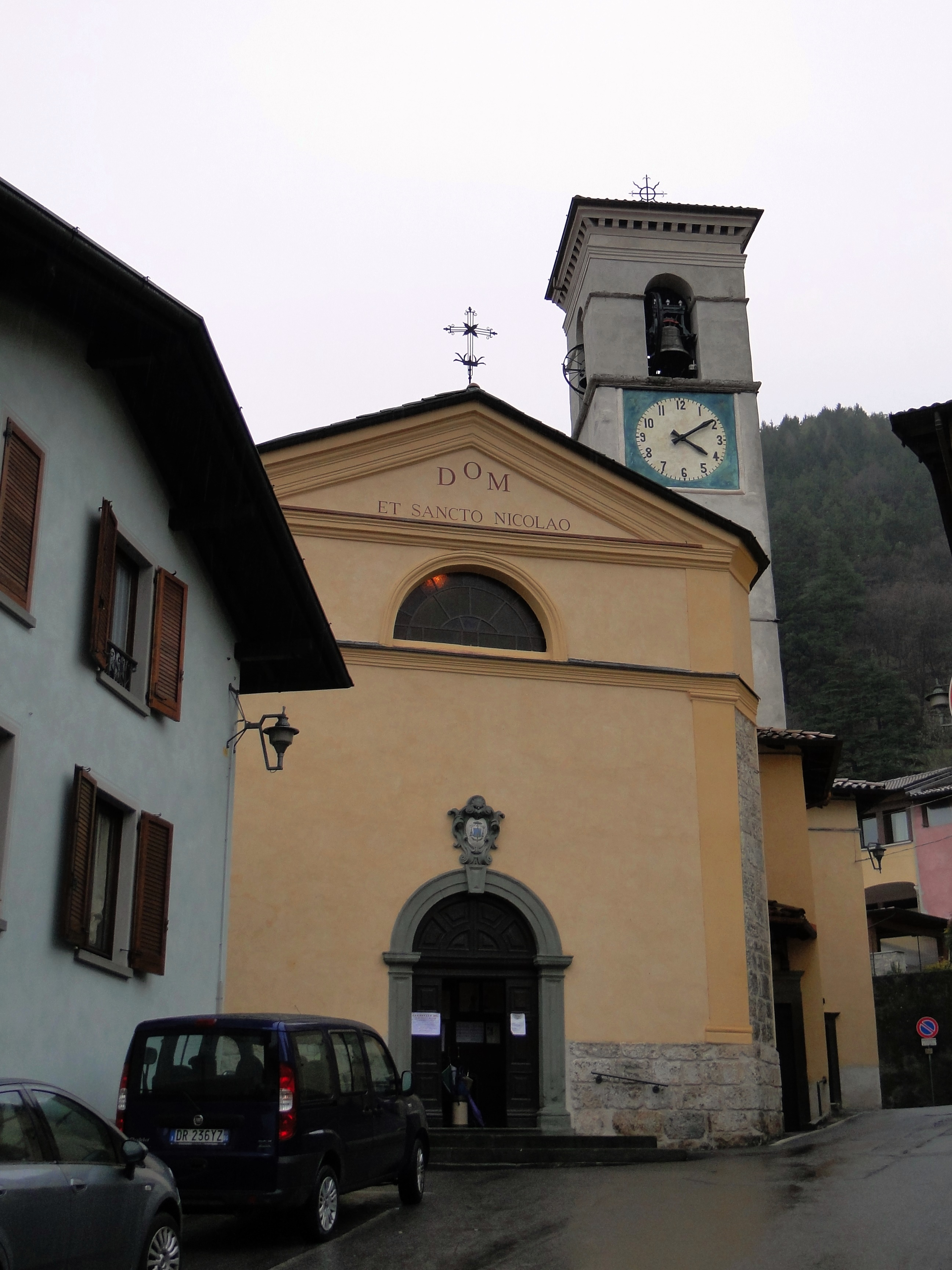
La chiesa parrocchiale di san Nicola

I primi insediamenti abitativi risalgono all'incirca al V secolo a.C., periodo in cui si verificarono i primi stanziamenti di genti di ceppo celtico, tra cui i Galli Cenomani, che si aggregarono in piccoli nuclei, per lo più basati sulla consanguineità, senza mai formare un nucleo abitativo definito. A suffragare tale teoria è l'origine del toponimo che, come evidenziabile dalla forma dialettale Bargìgia, presenta il suffisso barg- (traslato da berg-), matrice di chiara derivazione celtica indicante un luogo posto su un'altura.
Il borgo viene citato per la prima volta nell'anno 993 ed in seguito in un documento risalente al 1035, quando viene indicato come un fondo facente parte di Gandino ("In loco et fundo Gandino infra loco qui dicitur Bargegia"). Con lo statuto di Bergamo del 1331 venne unito a Cazzano, da cui però venne nuovamente separato con lo Statuto del 1353. Passato il bergamasco sotto la Repubblica di Venezia, il comune rimase autonomo ed incluso nella circoscrizione della valle Gandino.
Nel 1797, con il Trattato di Campoformio e l'istituzione della Repubblica Cisalpina, il comune venne incluso nel cantone di cui era capoluogo Gandino (legge 17 aprile 1797), mentre l'amministrazione comunale venne nuovamente unita a quella di Cazzano (legge 11 ventoso anno VI a). Dopo aver seguito le varie riorganizzazioni della repubblica, il comune tornò nuovamente autonomo dal giugno 1804 (piano 27 giugno 1804). Con un decreto del 31 marzo 1809 Barzizza fu aggregata a Gandino, unitamente a Leffe, Peia e Cazzano, rimanendovi fino alla creazione del Regno Lombardo-Veneto, quando le entità riacquistarono le prerogative comunali, venendo inserite nel distretto di Gandino.
Col Risorgimento il comune (che all'epoca oscillava fra i 373 ed i 412 abitanti) seguì le vicende del bergamasco fino a quando, col R.D. 16 settembre 1927 n. 2223, venne definitivamente soppresso e trasformato in una frazione di Gandino.

## Monumenti e luoghi d'interesse

### Architetture religiose
La chiesa parrocchiale di San Nicola di Bari e San Lorenzo è intitolata ai santi Nicola vescovo e Lorenzo martire, nata dall'unione delle due precedenti parrocchie autonome. La prima menzione di una chiesa è del XVI secolo, quando Barzizza riceve nel 1575 la visita di san Carlo Borromeo. Ma già nel XVII secolo la parrocchia divenne vicaria di Gandino, situazione rimasta immutata fino ad oggi.
Tre sono le chiese principali: la chiesa di san Lorenzo, la chiesa di san Nicola (chiesa parrocchiale) e la chiesa di san Rocco. Inoltre appartiene alla parrocchia anche la piccola chiesa intitolata a Maria Vergine Addolorata presso la ex colonia del monte Farno.
La festività principale è la solennità di san Nicola da Tolentino, a cui la popolazione locale è molto devota, che cade il 10 settembre.
Dal 12 al 19 aprile 2015 ha ricevuto la visita della Madonna pellegrina di Fatima.